# Carlos Ulrrico Cesco
| 1770 Schlesinger [1]                                                              | 10 maggio 1967    |
| 1829 Dawson [1]                                                                   | 6 maggio 1967     |
| 1867 Deiphobus                                                                    | 3 marzo 1971      |
| 1917 Cuyo [2]                                                                     | 1º gennaio 1968   |
| 1919 Clemence [3]                                                                 | 16 settembre 1971 |
| 1920 Sarmiento [3]                                                                | 11 novembre 1971  |
| 1958 Chandra                                                                      | 24 settembre 1970 |
| 1991 Darwin [1]                                                                   | 6 maggio 1967     |
| 2308 Schilt [1]                                                                   | 6 maggio 1967     |
| 2399 Terradas                                                                     | 17 giugno 1971    |
| 2504 Gaviola [1]                                                                  | 6 maggio 1967     |
| 3833 Calingasta [3]                                                               | 27 settembre 1971 |
| 5299 Bittesini                                                                    | 8 giugno 1969     |
| 5757 Tichá [1]                                                                    | 6 maggio 1967     |
| 8127 Beuf                                                                         | 27 aprile 1967    |
| 8128 Nicomachus [1]                                                               | 6 maggio 1967     |
| 10450 Girard [1]                                                                  | 6 maggio 1967     |
| 11437 Cardalda [3]                                                                | 16 settembre 1971 |
| (30720) 1969 GB                                                                   | 9 aprile 1969     |
| - [1] con Arnold Richard Klemola - [2] con A. G. Samuel - [3] con James B. Gibson |                   |

Carlos Ulrrico Cesco (24 novembre 1910 – 5 novembre 1987) è stato un astronomo argentino.
Ha studiato all'Universidad Nacional de La Plata e ha trascorso la maggior parte della propria vita a San Juan (Argentina).
Ha scoperto numerosi asteroidi. L'osservatorio Carlos Ulrrico Cesco è così chiamato in suo onore.
Ha inoltre scoperto la cometa non periodica C/1974 O1 (Cesco).
Era fratello di Ronaldo P. Cesco e padre di Mario Reynaldo Cesco, entrambi astronomi argentini.